# Locomotiva FS D.342.3000
Le locomotive D.342.3000 erano un piccolo gruppo di 2 locomotive diesel-idrauliche realizzate per le Ferrovie dello Stato italiane, a scopo sperimentale, dalle industrie private nazionali.

## Storia
Le locomotive D.342 della serie 3000 furono progettate, nell'ambito dello sforzo di modernizzazione che le Ferrovie dello Stato intrapresero nel secondo dopoguerra allo scopo di sperimentare, anche in Italia, la trasmissione idraulica tanto usata in altri paesi quali la Germania. Furono progettate a metà degli anni cinquanta in collaborazione con l'industria ferroviaria (prima di allora era l'Ufficio Studi Materiale e Trazione di Firenze a curare i progetti); ne furono commissionate due sole unità alle Officine meccaniche OM.
Le due macchine furono costruite nel 1957 e, allo scopo di aumentare ancora di più la sperimentazione, si decise di dotare le due macchine di motorizzazioni differenti mantenendo uguale la trasmissione idraulica OM – SRM DS 1.2/1.3, costruita in Italia dalla stessa OM su licenza Svenka Rotor Maskiner.
Le due macchine, dopo un breve soggiorno a Torino, furono destinate al deposito locomotive di Bologna e assegnate al servizio sulle linee secondarie afferenti al nodo di  Bologna che si spingevano fino a Rimini, Ferrara e Ravenna. La 3002 venne accantonata nel 1971 a seguito di un incendio scoppiato nel marzo 1970; fu avviata alla demolizione alla fine del 1976. La 3001 restò in servizio fino al 1977 infine fu destinata alla demolizione, avvenuta a Rimini e completata nel 1979.
Le due motrici non riscossero un gran successo tra il personale di macchina e neanche tra quello delle officine che ne curavano gli interventi, a causa della grande differenza concettuale del progetto. I problemi al circuito di raffreddamento dei motori e le frequenti avarie al cambio furono il tallone d'Achille di queste macchine; ciò limitò a poco più di 15 anni il loro servizio attivo, intervallato da lunghi periodi di indisponibilità a causa delle riparazioni.

## Caratteristiche
Le locomotive D.342 della serie 3000 erano costruite con cabine di guida alle due estremità quindi perfettamente bidirezionali. La cassa era divisa in tre ambienti con un grande comparto per il gruppo motore, i compressori e i dispositivi di raffreddamento. I carrelli a due assi erano in acciaio con sospensione sia primaria che secondaria a molle elicoidali; tutte le molle della sospensione secondaria erano del tipo Eligo SAGA-Pirelli con elementi ricoperti in gomma. I carrelli e la meccanica relativa erano OM. Le macchine erano previste per l'accoppiamento in comando multiplo, che tuttavia non fu mai utilizzato; erano dotate di caldaia a gasolio per il riscaldamento delle carrozze viaggiatori.
I motori installati erano di due tipi differenti e costruiti da aziende diverse.
- Officine Meccaniche (OM):  la motorizzazione della D.342.3001 era costituita da due motori OM/Saurer tipo SEVL, ad iniezione diretta, a 12 cilindri a "V" e potenza di 859 CV ciascuno a 1.500 giri.

- Fiat-Grandi Motori: la motorizzazione della D.342.3002 era costituita da 2 motori, costruiti su licenza Mercedes-Benz, del tipo 820 Bb a precamera, a 12 cilindri a "V" di alesaggio 175 mm e corsa 205 mm in grado di sviluppare ciascuno la potenza di 900 CV a 1.500 giri.

La trasmissione, uguale per ambedue, era costituita da un gruppo indipendente per carrello composto di un cambio idromeccanico OM – SRM DS 1.2/1.3 accoppiato ad un moltiplicatore di giri, un collegamento con giunto cardanico, un invertitore di marcia differenziale per applicare correttamente la coppia agli assi e il ponte riduttore ad ingranaggi. Proprio il cambio fu il tallone di Achille della macchina, e convinse le FS a non proseguire nella produzione di questa sottoserie.
Sopra il finestrino centrale vi era una presa d’aria che aveva l'aspetto di un terzo faro. Durante la loro vita ebbero tre livree: quella di origine presentava un originale andamento laterale a frecce, ma al momento dell’entrata in servizio la motrice aveva già assunto la sua seconda veste con colore dominante isabella, fascia rossa che includeva la fanaleria e proseguiva dal pancone lungo le fiancate, colore castano usato sotto la fascia rossa, come cornice dei finestrini di cabina e sull’imperiale; nell’ultimo periodo lo schema di colore divenne un ibrido tra le prime due versioni, con il frontale che somigliava a quello della livrea di origine riprendendo la V arrotondata, ma di larghezza più limitata mentre la fiancata restava abbastanza simile alla seconda livrea; venne anche soppressa la porta anteriore con i relativi mancorrenti e la passerella rialzabile, mentre il logo "OM" passò dall'avere il fondo nero ad avere quello rosso.

## Galleria d'immagini
Immagine delle livree

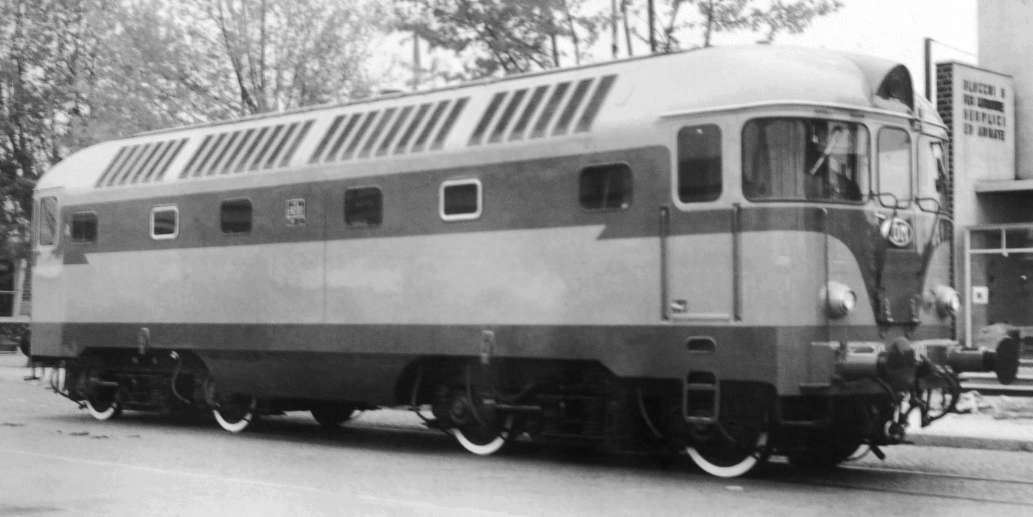
Livrea originale
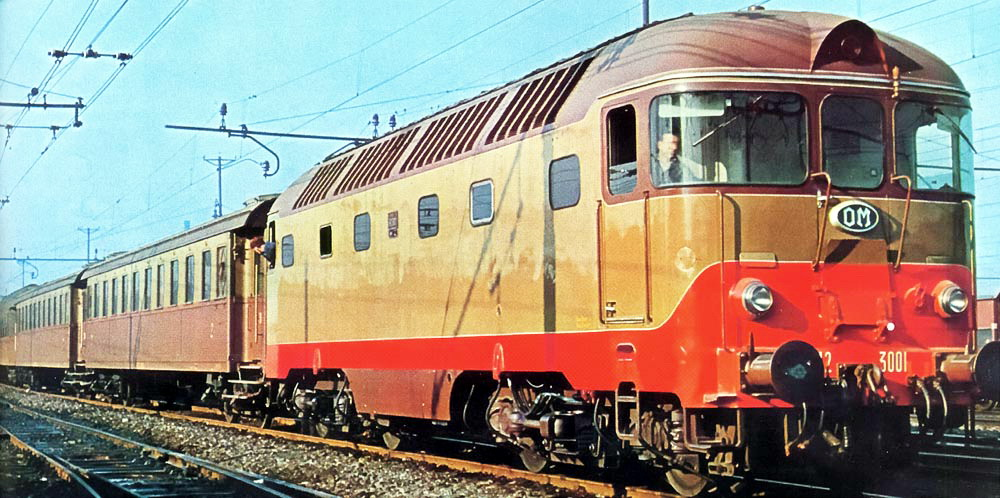
Livrea all'entrata in servizio
Livrea dell’ultimo periodo
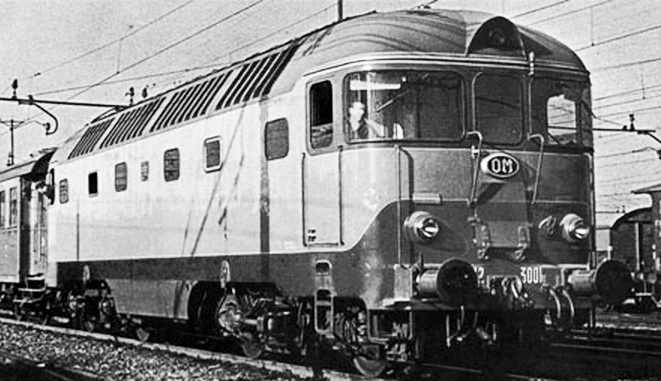
Foto della livrea in bianco e nero

Immagini delle unità prossime alla demolizione

La locomotiva D.342.3002 nel dicembre 1976 nel deposito locomotive di Bologna ormai prossima alla demolizione
La locomotiva D.342.3001 nel dicembre 1976 nel deposito locomotive di Bologna poco prima del ritiro dal servizio avvenuto l'anno successivo
La locomotiva D.342.3001 nel giugno 1978 nel deposito locomotive di Rimini ormai in avanzato stato di demolizione; a fianco la D.341 Ansaldo

## Curiosità
La ditta di modellismo ferroviario ATM ha realizzato dei modelli in scala H0 dedicati alle locomotive D.342.3001 e D.342.3002, nelle varie varianti succedutesi durante la loro vita operativa.